# Сычёв, Андрей Трофимович
Андрей Трофимович Сычёв (1925 — 1945) — советский старшина, заряжающий танка 2-го батальона 65-й танковой бригады, 11-го танкового корпуса, 8-й гвардейской армии, 1-го Белорусского фронта. Полный кавалер Ордена Славы.

## Биография
Родился в 1925 году в селе Подгорное, Пензенской области в крестьянской семье. Окончил четыре класса и курсы трактористов, работал в колхозе.
С 1943 года призван в ряды РККА и в 1944 году направлен в действующую армию, воевал на 1-м Белорусском фронте. С 1944 года — заряжающий танка 2-го батальона 65-й танковой бригады, 11-го танкового корпуса, 8-й гвардейской армии. Участник Люблин-Брестской, Варшавско-Познанской, Восточно-Померанской и Берлинской наступательных операциях.
20 июля 1944 года заряжающий танка, сержант А. Т. Сычёв  переправился вброд через реку Западный Буг, преследуя противника, вышел к городу Седлец (Польша) на танке ворвался на северную окраину города Лукув (Польша), в составе экипажа подбил самоходное орудие противника, уничтожил его расчёт с десантом, несколько пулемётных точек и автомашину. За это 21 августа 1944 года Указом Президиума Верховного Совета СССР А. Т. Сычёв был награждён  Орденом Славы 3-й степени.
С 10 по 16 января 1945 года старший сержант А. Т. Сычёв в боях за город Зволень и Радом (Польша) вывел из строя вражеский танк, два орудия, истребил свыше двадцати гитлеровцев.  8 марта 1945 года Указом Президиума Верховного Совета СССР А. Т. Сычёв был награждён Орденом Славы 2-й степени.
16 апреля 1945 года старший сержант А. Т. Сычёв в районе населённого пункта Вербиг (Германия) огнём из орудия подбил три танка, четыре бронетранспортёра, уничтожил много солдат и офицеров. 15 мая 1946 года Указом Президиума Верховного Совета СССР А. Т. Сычёв был награждён Орденом Славы 1-й степени.
Старшина А. Т. Сычёв умер в ноябре 1945 года на станции города Конотопа при возвращении домой с войны.

## Награды
- Орден Славы I степени (15.05.1946)
- Орден Славы II степени (18.03.1945)
- Орден Славы III степени (21.08.1944)
- Орден Красной Звезды (5.03.1945)